# 大神己井
大神 己井（おおみわ の みい）は、平安時代前期の官人。姓は神直のち大神朝臣、大神宿禰。官位は外従五位下・伊予権掾。

## 経歴
承和5年（836年）に渡唐した遣唐使の随行員であった円仁が記した『入唐求法巡礼行記』にも名前が見え、早い時期から唐との貿易に熱心だった。
仁寿4年（854年）一族の虎主・木並と共に神直姓から大神朝臣姓に改姓する（この時の位階は大初位下）。
のち宿禰姓に改姓。貞観16年（874年）に香料や薬品を購入するために唐家へ遣わされる（この時の官位は伊予権掾正六位上）。元慶3年（879年）に外従五位下に至る。

## 官歴
『六国史』による。
- 時期不詳：大初位下
- 仁寿4年（854年） 10月22日：神直姓から大神朝臣姓に改姓
- 時期不詳：正六位上。朝臣姓から宿禰姓に改姓
- 貞観16年（874年） 6月17日：見伊予権掾
- 元慶3年（879年） 11月25日：外従五位下